# Герой ЧССР
Геро́й Чехослова́цької Соціалісти́чної Респу́бліки — найвища державна нагорода та почесне звання, що існували в Чехословацькій Соціалістичній Республіці. Нагорода була створена за аналогією зі званням Героя Радянського Союзу та надавалася за видатні заслуги перед республікою. Нагороджені отримували Золоту зірку Героя та орден Клемента Готвальда. Звання скасоване після падіння комуністичного режиму.

## Нагородження
На відміну від СРСР, звання Героя ЧССР було дуже рідкісною нагородою, за всю історію існування її отримали усього 25 осіб — 13 громадян Чехословаччини та 12 громадян СРСР. Вважаючи, що це звання тричі надавалося Президентові ЧССР Людвіку Свободі, Генеральному секретареві Комуністичної партії ЧССР Густаву Гусаку та Генеральному секретареві КПРС Л. І. Брежнєву, то загальна кількість нагороджень склала 31.
Нагородження званням Героя ЧССР, як правило, було приурочене до певної визначної події або відзначення річниці такої події. У декількох випадках проводилося групове нагородження, зокрема:
- 5-6 жовтня 1969 року з нагоди 25-ї річниці проведення Східно-Карпатської операції 1944 року звання Героя ЧССР отримали четверо офіцерів Чехословацького армійського корпусу, що полягли під час цієї операції, (Рудольф Ясіок, Йозеф Коль, Франтішек Врана та Венделін Опатрни), а також радянські воєначальники Маршали Радянського Союзу А. А. Гречко та К. С. Москаленко, які в ході операції командували відповідно Першою гвардійською та 38-ю загальновійськовою арміями СРСР.
- 28 квітня 1970 року звання Героя ЧССР було присвоєне ще п'яти радянським воєначальникам, що брали участь у звільненні території Чехословаччини в 1944-45 роках: Маршалам Радянського Союзу А. І. Єрьоменку, М. В. Захарову, І. С. Конєву та І. Г. Якубовському, а також генералу армії СРСР Д. Д. Лелюшенку.
- 27 квітня 1978 року після польоту радянського космічного корабля Союз-28 звання Героя ЧССР отримав екіпаж корабля — перший чеський космонавт Владимир Ремек та його напарник Олексій Губарєв, а також радянські космонавти, які перебували на станції Салют-6, до якої стикувався Союз-28, — Юрій Романенко та Георгій Гречко.

Крім цього звання Героя ЧССР отримували чехословацькі державні та військові діячі (протягом 1967-69 років), а також Маршал Радянського Союзу Д. Ф. Устинов (у жовтні 1981 року).